# E.F.B. Horn
Erik Frederik Barth Horn, född den 29 oktober 1829 i Mandal, död den 9 augusti 1899 i Kristiania (nuvarande Oslo), var en norsk präst och författare.
Horn blev student 1848 och avlade teologisk ämbetsexamen 1854. Han blev 1867 filosofie doktor på avhandlingen Begrebet ære och utnämndes samma år till "residerende kapellan" (komminister) i Nes i Romerike. År 1875 blev Horn kyrkoherde i Horten och var 1882–1898 garnisonspredikant i Kristiania. Utom mindre avhandlingar i teologiska tidskrifter, i Folkevennen och i dagspressen utgav han Let fattelig fremstilling af den lutherske lære om naademidlerne (1864), Tro og tænkning (1866), Forsoning og retfærdiggjørelse (1875) och Mennesket og moralen (1877). Horn författade två kapitel om 1800-talets norska facklitteratur inom teologi och filosofi i Henrik Jægers Illustreret norsk literaturhistorie (1896). Större delen av sin verksamhetstid stod han i opposition till den riktning, som rådde i universitetets teologiska fakultet och kyrkans ledande kretsar. Först under sin sista tid blev Horn mer allmänt förstådd, och hans förkunnelse samlade en allt talrikare åhörarkrets.